# Alfabetisk lista över 8-bitarsdatorer
Detta är en lista över datorer med 8-bitars CPU.
- ABC 80
- ABC 800
- ABC 802
- ABC 806
- ABC 1600
- Acorn Atom
- Acorn Electron
- Amstrad CPC
- Apple II
- Atari 400
- Atari 800
- Atari 600XL
- Atari 800XL
- Atari 1200XL
- Atari XE
- BBC Micro
- Color Genie
- Commodore 16
- Commodore 64
- Commodore 65
- Commodore 128
- Commodore PET
- Commodore Plus/4
- Commodore VIC-20
- Dragon 32
- Facit DTC
- Laser 200
- Matra-Hachette Alice
- MSX
- Microbee
- Oric-1
- Oric Atmos
- SAM Coupé
- Sega SC-3000
- Sinclair ZX80
- Sinclair ZX81
- Sinclair ZX Spectrum
- Sprinter
- Tatung Einstein
- TRS-80
- TRS-80 MC-10